# Strange Brigade
Strange Brigade ist ein Koop-Third-Person-Shooter, der von Rebellion Developments entwickelt und vermarktet wird. Er wurde am 28. August 2018 für Windows, PlayStation 4 und Xbox One veröffentlicht. Die Version für Google Stadia erschien am 1. August 2020. Im Spiel kämpft der Spieler gegen verschiedene mythologische Feinde und löst Rätsel.

## Spielprinzip
Strange Brigade ist ein Third-Person-Shooter, der großen Wert auf kooperatives Gameplay legt. Das Spiel kann sowohl im Einzelspielermodus als auch Mehrspielermodus gespielt werden. Im Spiel übernimmt der Spieler die Rolle eines Abenteurers in den 1930er-Jahren und kann sich mit drei anderen Spielern zusammenschließen, um gegen verschiedene mythologische Gegner wie Mumien, Riesenskorpione und Minotauren zu kämpfen. Die vier spielbaren Charaktere des Spiels, die angepasst werden können, haben unterschiedliche Waffen und Fähigkeiten. Jede Waffe verfügt über mehrere Erweiterungsslots, die zur Verbesserung der Kampfleistung verwendet werden können. Spieler können ihre Waffen in den Workbenches eines Levels wechseln und verbessern. Sie können auch verschiedene Fallen aktivieren, um Feinde zu töten.
Durch das Lösen von Rätseln entdecken Spieler neue Relikte, die Amulettkräfte freisetzen können. Diese Amulettkräfte können aktiviert werden, indem die Seelen der Feinde freigesprochen werden. Spieler können auch Schatztruhen finden, um Prototypwaffen freizuschalten, und Goldmünzen sammeln, um neue Waffen zu kaufen. Neben dem Storymodus können die Spieler im Horde-Modus gegen Gegnerwellen antreten und in Punkteattacke versuchen, möglichst viel Chaos und Punkte in der vorgebenden Zeit zu erzielen. Das Spiel setzt auf Humor und Überraschungsmomente durch die Gegner.

## Handlung
Vor 4000 Jahren wurde Sahara-Afrika von Seteki, einer brutalen und barbarischen Königin, regiert. Unzufrieden mit ihrer Herrschaft, stürzten ihre Leute sie und versiegelten sie in einem namenlosen Grab. 1930 entdeckte der Archäologe Edgar Harbin ihr Grab und ließ den Geist der Königin frei. Die „Strange Brigade“, eine Gruppe von Geheimdienstagenten, die von der britischen Kolonialregierung geschickt wurden, hat die Expedition von Harbin infiltriert, um Seteki zu beseitigen. Die Zwischensequenzen vor den einzelnen Kapiteln werden wie alte Wochenschau-Beiträge kommentiert.

## Entwicklung und Veröffentlichung
Das Spiel wird von Rebellion Developments (bekannt für die Sniper-Elite-Reihe) entwickelt. Das Gameplay des Spiels wurde von mehreren kooperativen Spielen inspiriert, wie Left 4 Dead und der eigenen Zombie Army Trilogy von Rebellion, während die Geschichte und der Ton des Spiels von den Abenteuerserien der 1930er Jahre inspiriert wurden. Am 7. Juni 2017 wurde bekannt gegeben, dass das Spiel am 28. August 2018 veröffentlicht wird. Spieler, die das Spiel vorbestellten, erhielten Zugriff auf das „Secret Service Weapons“-Paket, während diejenigen, die die Digital Deluxe-Edition erworben haben, kostenlosen Zugriff auf den Saisonpass und andere Inhalte haben. Es gibt auch eine Collector’s Edition, die physische Gegenstände wie ein Luftschiffmodell und ein Artbook enthält. Das Spiel wurde am 28. August 2018 für Windows, PlayStation 4 und Xbox One veröffentlicht. Neue Inhalte wie Maps, Missionen und Charaktere erscheinen zum Teil kostenlos und zum anderen Teil kostenpflichtig im Rahmen eines Season Pass. Am 9. Oktober 2018 wurde die erste DLC-Mission namens The Thrice Damned: Isle of the Dead veröffentlicht. The Thrice Damned 2 wurde passend zu Halloween 2018 veröffentlicht.
Ende Juli 2020 gab Google bekannt, dass das Spiel ab August auf Stadia verfügbar ist.

## Rezeption
Laut Metacritic erhielt die PC-Version gemischte Bewertungen, während die Version für die Xbox One und die PlayStation 4 im Allgemeinen positive Bewertungen von Kritikern erhielt. Das Spiel wird als eine Mischung aus zu Indiana Jones ähnlichen Abenteuern bzw. vergleichbaren Abenteuerspielen wie Tomb Raider und Uncharted und Zombiespielen wie Left 4 Dead beschrieben, wobei die Zombies aber Mumien sind. Die Geschichte wird als trashige Rahmenhandlung, die den reißerischen Stil von 30er- und 40er-Jahre-B-Movies nachahmt, beschrieben. Kritisiert wird dabei der Sprecher, der zu viele Superlative verwendet und aufdringlich wirkt. Allerdings sei dieser auch unterhaltsam und ironisch. Die Grafik sei für das Spiel angemessen. Gelobt werden außerdem u. a. die Shootermechanik mit den Fallen, das Leveldesign, die Gegnertypen, das Setting und die Sammelmöglichkeiten. Kritisiert werden hingegen ein ähnlicher Spielablauf, der zur kurz kommende Einzelspielermodus, zu einfache Rätsel und ein fehlender Splitscreen für einen lokalen Mehrspieler.